# Terremoto di Sparta del 464 a.C.
Il terremoto del 464 a.C. distrusse gran parte di Sparta, polis dell'antica Grecia.
Diodoro riporta che ci furono 20 000 vittime, ma alcuni studiosi moderni sottolineano che potrebbe trattarsi di un'esagerazione. Il terremoto fu la scintilla che causò la rivolta degli Iloti, gli schiavi della società civile spartana, in gran parte originari della Messenia, dalla quale viene il nome del conseguente conflitto tra Spartiati e Iloti, detto terza guerra messenica.
Il conflitto aumentò la tensione tra Sparta e la sua storica rivale, Atene, e la cancellazione del precedente trattato di pace fra le due città. Dopo che Cimone ed altri politici ateniesi filo-spartani decisero di inviare delle truppe in aiuto degli spartani, ma questi declinarono l'invito e le rimandarono indietro, la democrazia ateniese cadde in mano ai riformatori anti-spartani, portando le due città su posizioni sempre più antitetiche che sfociarono nella guerra del Peloponneso.

## Effetti
Gli effetti di questo disastroso terremoto sono citati brevemente nelle fonti antiche ed è difficile stimarne l'esatto epicentro e la magnitudo effettiva.
Secondo alcuni studiosi, il sisma si sarebbe sviluppato per un movimento verticale della faglia presso il Taigeto.
Uno studio del 1991 tentò di localizzare la faglia responsabile dell'evento in base ad immagini satellitari e lavori sul campo, concludendo che il terremoto sarebbe avvenuto in un determinato punto e, in base alla frattura della faglia, sarebbe stato di magnitudo 7.2 Ms sulla scala delle onde superficiali.
Alcuni studiosi moderni ritengono che il numero delle vittime indicate da Diodoro sia esagerato perché a quel tempo Sparta era relativamente piccola e non densamente popolata, con la maggior parte degli edifici ad un solo piano e costruiti con legno e mattoni cotti al sole. La mancanza, al tempo, di un'anagrafe dei cittadini, sommata al possibile allontanamento di diversi abitanti di Sparta alle città circostanti immediatamente dopo il sisma, può aver contribuito all'incertezza sul numero delle vittime.
In ogni caso, gli Iloti, la classe degli schiavi a Sparta, approfittando dell'evento catastrofico, si ribellarono agli Spartiati dando origine alla cosiddetta Terza guerra messenica, dal nome (Messenia) della regione d'origine di gran parte dei ribelli.

## Conseguenze storiche
Il terremoto del 464 a.C. contribuì indirettamente ad aumentare la rivalità tra Sparta e Atene. Infatti, gli Iloti e le popolazioni della Messenia sottomesse ai lacedemoni, che costituivano la terra d'origine di molti degli Iloti, si ribellarono approfittando dei danni e della confusione causati dal terremoto. Ne scaturì la cosiddetta terza guerra messenica, nella quale le truppe lacedemoni ebbero inizialmente la meglio sui ribelli, costringendoli a rifugiarsi sul monte Itome, dove iniziò un lungo assedio.
Gli spartani chiesero aiuto alle poleis con le quali esisteva un trattato di alleanza, e Cimone, politico e stratego ateniese, convinse l'assemblea ad inviare in aiuto a Sparta un contingente di 4000 opliti (462 a.C.), ma l'esercito ateniese, una volta arrivato sul teatro delle operazioni belliche, fu rimandato immediatamente indietro, perché gli spartani temevano che gli storici rivali avessero aiutato i ribelli invece che il loro esercito. Questo episodio minò il prestigio di Cimone, che l'anno successivo fu ostracizzato (461 a.C.).
Gli spartani ebbero in ogni caso la meglio sui ribelli, che si arresero in cambio della vita e della possibilità, offerta loro dagli ateniesi, di insediarsi nella colonia di Naupatto (circa 460 a.C.). Negli anni successivi, la rivalità tra Sparta ed Atene, esacerbata anche dal mancato utilizzo del contingente ateniese nell'assedio del monte Itome, sfociò nel lungo conflitto che fu chiamato dagli storici antichi "guerra del Peloponneso".